# شیرائوکا، سایتاما
شیرائوکا، سایتاما (به لاتین: Shiraoka, Saitama) یک منطقهٔ مسکونی در ژاپن است که در استان سایتاما واقع شده‌است. شیرائوکا ۲۴٫۹۲ کیلومتر مربع مساحت و ۵۱٬۶۸۴ نفر جمعیت دارد.